# 韋萊涅城市市鎮

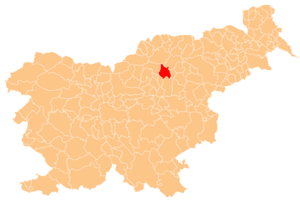
在斯洛維尼亞的位置

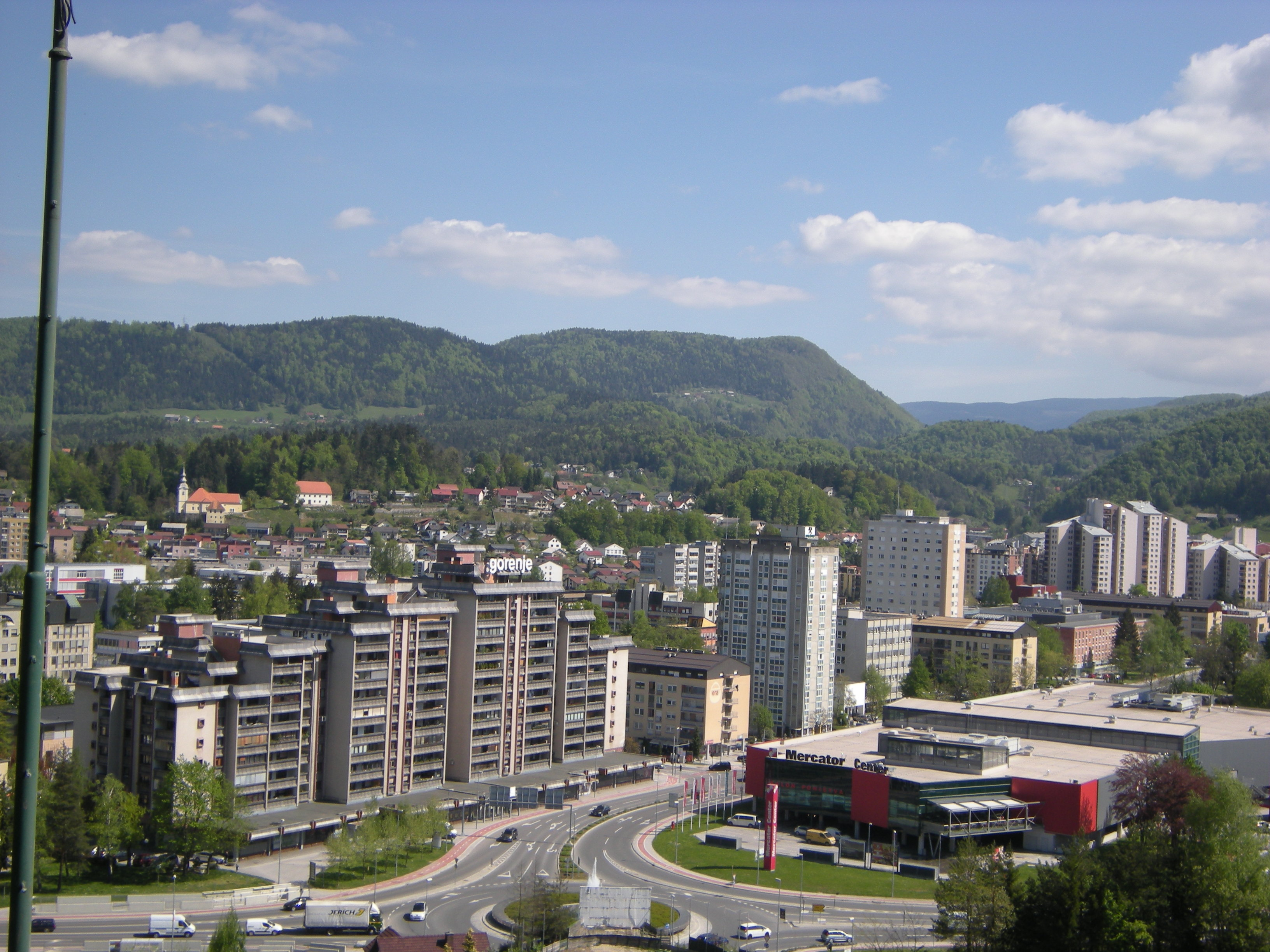
韋萊涅

46°21′44″N 15°06′38″E / 46.3621°N 15.1105°E
韋萊涅城市市鎮，是斯洛文尼亞北部的一個城市市鎮，行政中心为韋萊涅。市镇面積为83.5平方公里，海拔高度400米，2018年人口数量为32,959人。该市镇设立于1994年。